# Frassini
Frassini ist ein Ortsteil (Fraktion, italienisch frazione) von Chiusdino in der Provinz Siena, Region Toskana in Italien.

## Geografie
Der Ort liegt etwa 3 km nordöstlich des Hauptortes Chiusdino, ca. 25 km südwestlich der Provinzhauptstadt Siena und ca. 70 km südlich der Regionshauptstadt Florenz. Die Abtei Abbazia San Galgano liegt ca. 4 km südöstlich. Der Ort liegt am östlichen Rand der Colline Metallifere bei 350 m. 2001 hatte der Ort etwa 150 Einwohner. Nächstgelegener Ort ist der Hauptort Chiusdino. Wichtige Flüsse in der Nähe sind der Fluss Merse (ca. 4 km südwestlich) und der Feccia (ca. 2,5 km nördlich).

## Geschichte
Der Ort entstand an der alten Straße von Chiusdino Richtung Norden zum Fluss Feccia und der Burg von Fròsini. Er entstand zunächst als kompakter Ortskern und breitete sich später entlang der Straße aus. Da der Ort bis ins 19. Jahrhundert keine eigene Kirche besaß, war der Ort nahe mit Castelleto (und nicht mit Chiusdino) verbunden, wo die Kirche San Lorenzo für den Ort zuständig war.

## Sehenswürdigkeiten

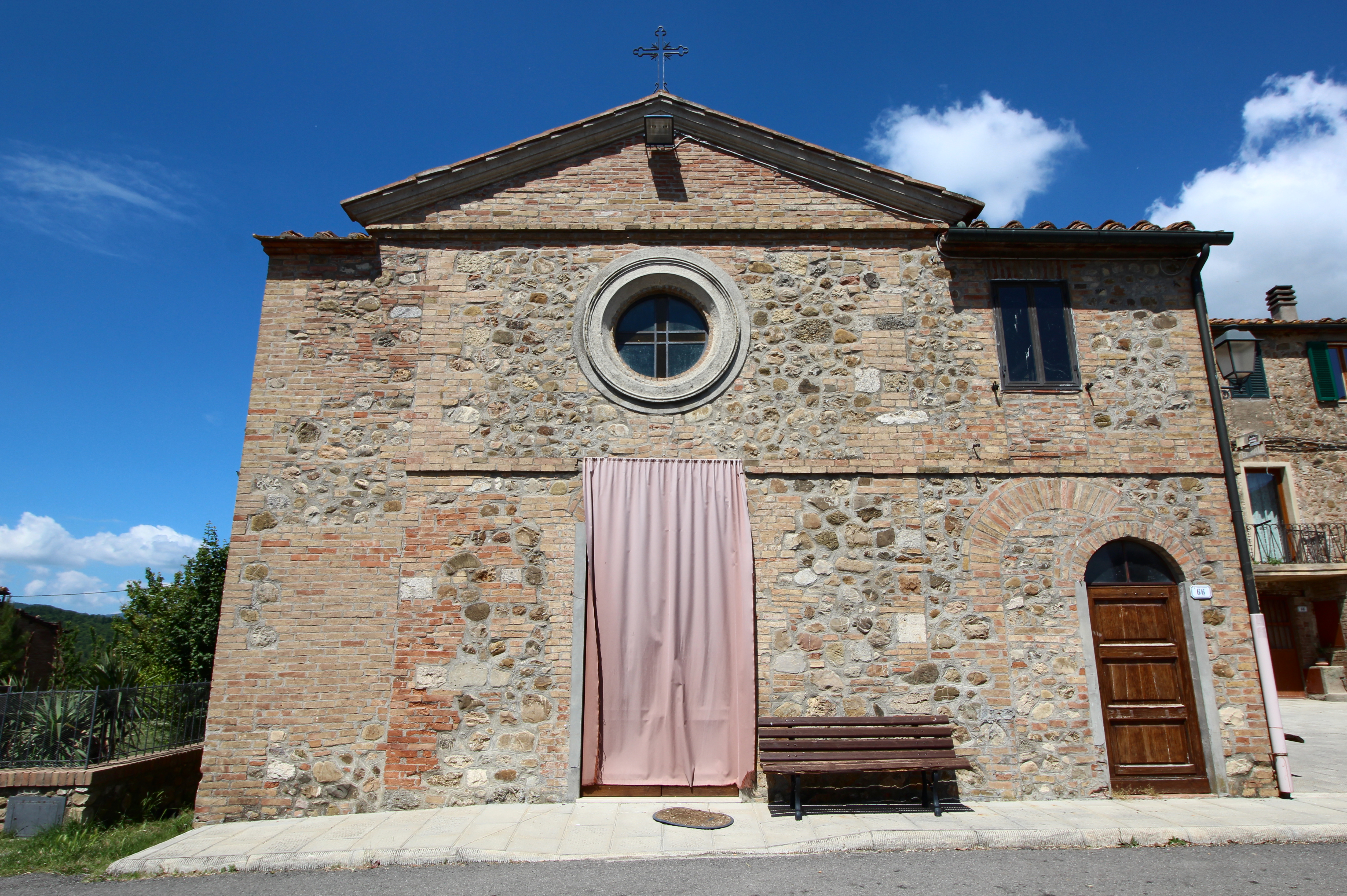
Die Kirche San Lorenzo a Frassini

- Chiesa di San Lorenzo a Frassini, Kirche im Ortsteil Frassini, die im 19. Jahrhundert (nach 1820) entstand und zum Erzbistum Siena-Colle di Val d’Elsa-Montalcino gehört.[4]
- Chiesa di San Lorenzo a Castelletto, Kirche in Castalletto (auch San Lorenzo a Castelletto Mascagni oder San Lorenzo di Bossolino[3]), die am Anfang des 17. Jahrhunderts entstand.[5]